# Grumman Gulfstream II
O Grumman Gulfstream II (designado pela empresa de G-1159) é um avião executivo, bimotor a jato, fabricado pela Grumman no final dos anos 60. Foi desenvolvido do Gulfstream I, e mais tarde serviu de base para o desenvolvimento do Gulfstream III, uma variante aprimorada do Gulfstream II.

## Desenvolvimento

### Design
O sucesso do turboélice Gulfstream I, levou a Grumman a iniciar o desenvolvimento do Gulfstream II em Maio de 1965. O motor turboélice Rolls-Royce Dart provou ser bem-sucedido equipando o G-1, mas para o novo projeto, definiu-se que a aeronave deveria ser equipada com um motor a jato, e para essa tarefa a Grumman designou 2 Rolls-Royce Spey, ambos montados na traseira da aeronave.
Embora que a nova aeronave seja baseada no G-I, e que o G-II compartilhe a mesma fuselagem dianteira e seção transversal, há mais diferenças do que semelhanças. A diferença mais óbvia são os dois motores turbojato de fluxo axial Spey montados na traseira, e outras diferenças incluem uma novas asas e cauda.
Mesmo a nova aeronave sendo 5 metros maior que seu antecessor, o G-II possuí capacidade máxima para 19 passageiros, em quanto o G-I possuí uma capacidade máxima para 24 passageiros, sendo que esse último ainda possuí uma versão maior com capacidade para 37 passageiros.

### Produção
Durante o seu desenvolvimento, o G-II nunca teve um protótipo construído, tendo realizado seu primeiro voo em 02 de Outubro de 1966, com um exemplar que tinha acabado de sair da linha de produção. A aeronave recebeu o certificado da FAA em 19 de Outubro de 1967. Entre 1966 e 1979 Foram produzidas 258 unidades da aeronave, pouco a mais do número de unidades produzidas do G-I.

## Variantes
- Gulfstream II (G-1159): Versão padrão do modelo da aeronave.
- Gulfstream II TT: Versão modificada com tanques de combustível extra montados nas pontas das asas, para maior alcance.
- Gulfstream IIB (G-1159B): Versão modificada, com as asas, instrumentos e winglet do Gulfstream III, seu peso máximo de decolagem aumentou para até 31,615 kg.
- Gulfstream II SP: Versão modificada com a adição de winglets fabricados pela Aviation Partners.
- VC-11A: Versão de transporte para a Guarda Costeira dos EUA. Um exemplar construído.
- C-11 Gulfstream II: Designação utilizada pelo Exército dos EUA.
- C-11A STA: Versão especial utilizada pela NASA, com o cockpit modificado para receber instrumentos de simulação dos ônibus espaciais, para treinamento.[4] Com o fim do programa de ônibus espaciais, todas as cinco aeronaves foram desativadas.

## Operadores

### Operadores civis
A aeronave é operada por particulares, empresas, organizações não-governamentais e operadores de carta executiva. Um número de empresas também usam a aeronave como parte de programas de propriedade fraccionada.

### Operadores militares
Gabão
- Forças Armadas do Gabão

 Líbano
- Força Aérea Líbia

 Nigéria
- Força Aérea Nigeriana

 Marrocos
- Força Aérea Real Marroquina

 Omã
 Panamá
 Venezuela
 Estados Unidos
- NASA[4]
- Exército dos Estados Unidos
- Guarda Costeira dos Estados Unidos

## Especificações (Gulfstream II)

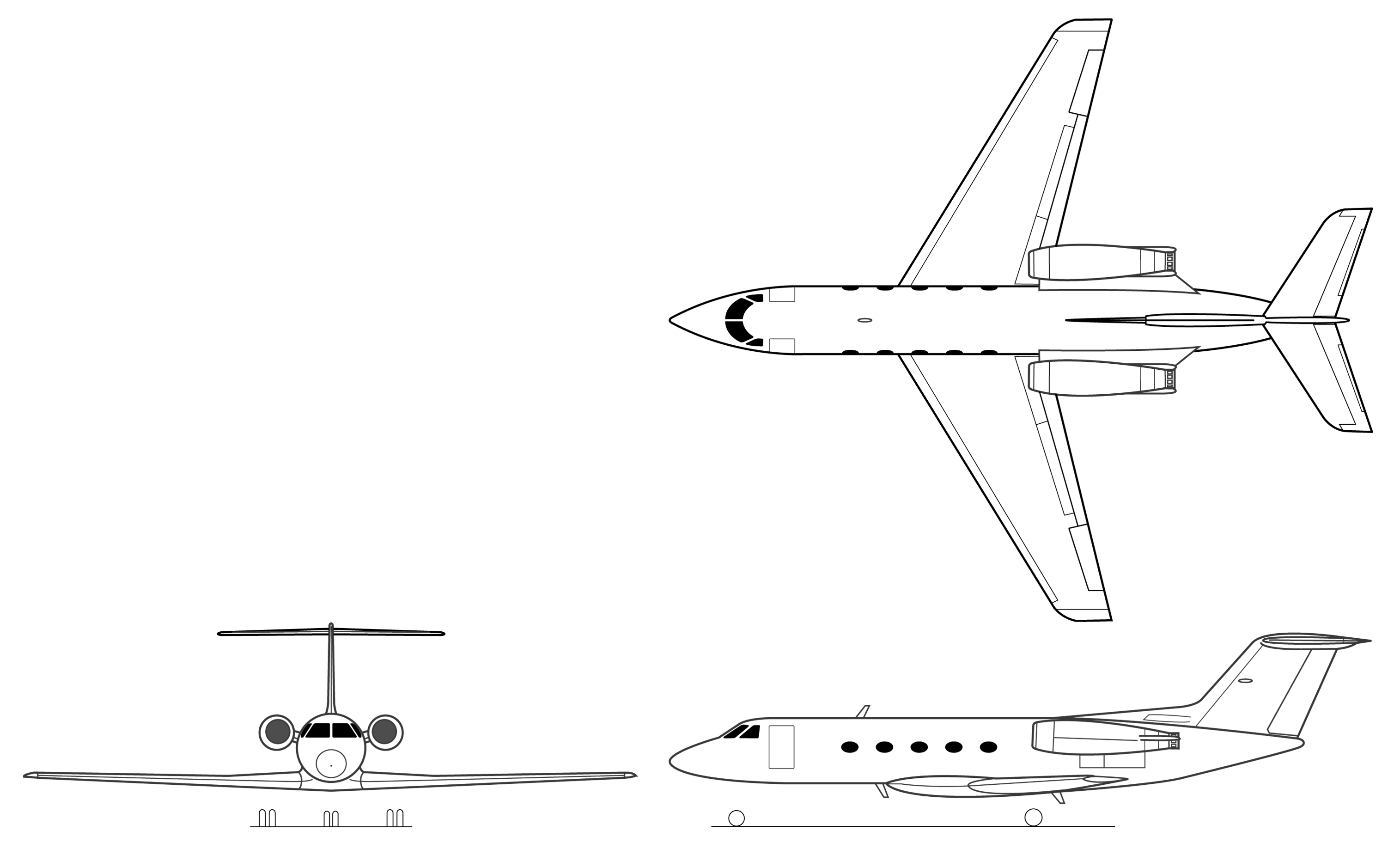
Gulfstream II

Dados de Grumman G-1159 Gulfstream II/III.
Características gerais:
- Tripulação: 2
- Capacidade: 19 (máxima certificada)
- Comprimento: 24,36 m
- Envergadura: 20,98 m
- Altura: 7,47 m
- Área de asa: 75,21 m²
- Peso vazio: 16,576 kg
- Máx. peso de decolagem: 29,711 kg
- Motorização: 2 × turbofans Rolls-Royce Spey 511-8, 5,1709 kgf (50,7 N) cada

Atuação:
- Velocidade máxima: 935 km/h
- Velocidade de cruzeiro: 795 km/h
- Alcance operacional: 6,635 km
- Teto de serviço: 13,715 m

### Desenvolvimento relacionado
- Grumman Gulfstream I
- Grumman Gulfstream III
- Shuttle Training Aircraft